# Con Pane
Die Con Pane GmbH mit Sitz in Lübeck ist eine deutsche Großbäckerei mit eigenem Filialnetz. Mit rund 5600 Mitarbeitern und 212 Filialen (Juli 2025) ist Con Pane eines der größten Bäckerei- und Snackunternehmen Norddeutschlands.
Das Unternehmen tritt unter dem Claim „Junge – Die Bäckerei“ auf. Er zieht sich die Wurzeln des Unternehmens, die Bäckerei und Konditorei Junge in Lübeck. Die Con Pane GmbH fungiert als Muttergesellschaft für die zwei eigenständigen Gesellschaften Konditorei Junge GmbH in Lübeck und Stadtbäckerei – Der Hanse-Bäcker GmbH in Rostock-Elmenhorst.
Die Unternehmensgruppe bildet rund 200 Menschen aus und stellt Backwaren in drei Bäckereien in Rostock, Greifswald und in Lübeck her. Das Unternehmen firmierte in Schleswig-Holstein und in Mecklenburg-Vorpommern unter Stadtbäckerei Junge sowie in Hamburg als Hansebäcker Junge. Seit 2010 wird eine einheitliche Firmierung unter Junge Die Bäckerei in den Geschäften und im Internet vorangetrieben. In vierter Generation wird das Familienunternehmen von der Familie Junge geleitet.

## Geschichte

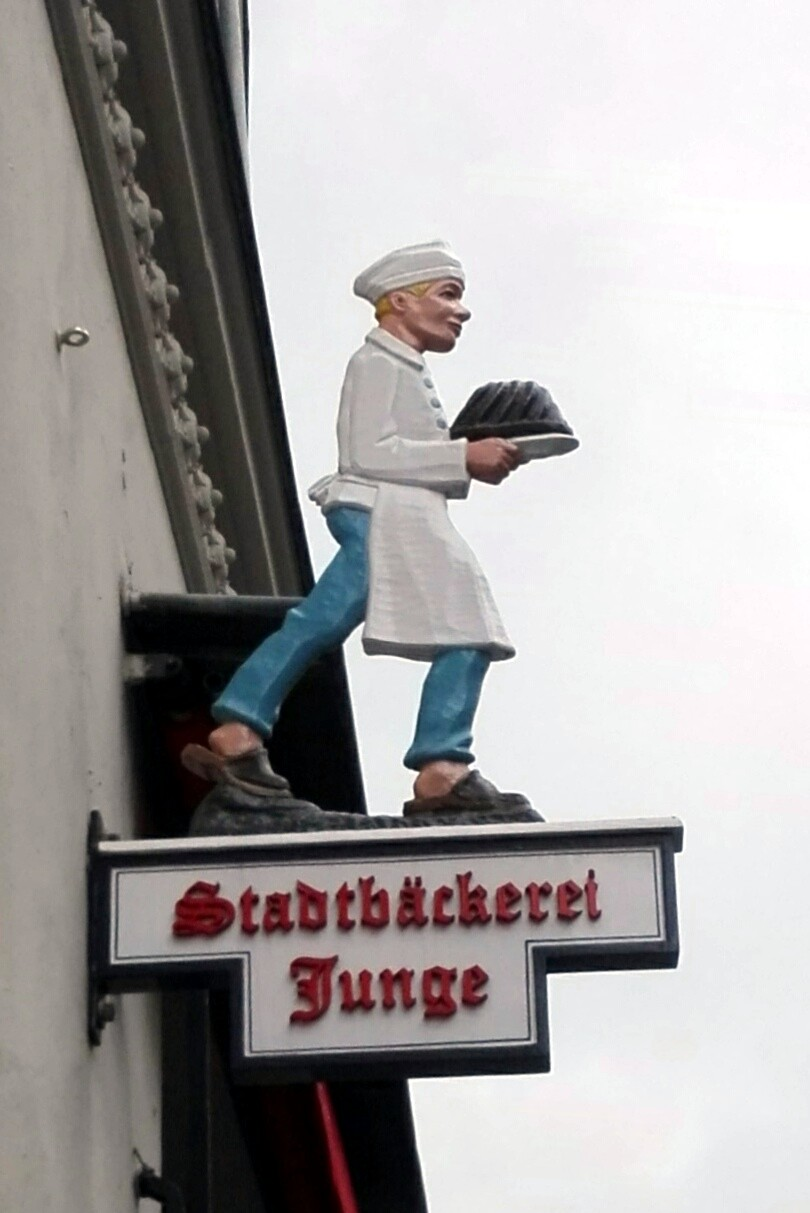
Schild an einem lübeckischen Geschäft

Am 1. April 1897 gründete Johannes Conrad Detlef Junge das Unternehmen als Dampfbäckerei Hansa in Lübeck. Mit Beginn des 20. Jahrhunderts belieferte Junge neben Hamburg und Lübeck auch Rostock, Wismar, Eutin, Preetz, Kiel, Neumünster, Bad Oldesloe, Reinfeld und eine Reihe anderer norddeutscher Städte. Zum 30-jährigen Bestehen 1927 zählte Johannes C. D. Junge in seiner Lübecker Dampfbäckerei 200 Mitarbeiter, ein Dutzend Automobile und eine Reihe Gespanne, die 60 eigene und ebenso viele fremde Verkaufsstellen belieferten. 1933 änderten sich die wirtschaftlichen Verhältnisse, der Absatz stieg wieder mit „Verschwinden“ der Arbeitslosigkeit.
1963 baute Junge eine moderne Brotfabrik in der Schwartauer Landstraße in Lübeck und nahm Ende der 1960er Jahre das Filialgeschäft wieder auf. Von 1967 bis 1980 erfolgte die Produktion des Rugenberger Mühlenbrots gemeinsam mit dem Unternehmen Peters; die Konditorei Junge selbst produzierte weiter eigenständig Kuchen, Gebäck und Torten in der Breiten Straße und verkaufte die Ware in den fünf verbliebenen Filialen. 1986 weitete sich das Unternehmen unter dem Label Hansebäcker nach Hamburg aus; 1992 wurde die Stadtbäckerei Junge in Elmenhorst bei Rostock aufgebaut. Es folgten 2001 die Inbetriebnahme einer neuen Bäckerei in Lübeck-Roggenhorst, 2005 die Übernahme der Bäckerei in Greifswald, 2006 die Erweiterung der Bäckereien Rostock und Greifswald und 2008 die Einweihung der Bäckerei in Elmenhorst. Seit 2010 beteiligt sich Junge an einer Bäckerei in Riga/Lettland.
2015 eröffnete Junge den ersten Junge-Drive (ein Geschäft mit Außenschalter und Bestellterminal für Autofahrer) an der BAB 1 in Reinfeld.
2016 eröffnete Junge die ersten beiden Brotretter-Läden. Dort wird Brot vom Vortag zum ermäßigten Preis verkauft, das von den Tafeln nicht abgenommen wurde und in die Tierfütterung gegangen wäre. Der erste Laden wurde Ende März 2016 in Hamburg-Lohbrügge zusammen mit dem Straßenmagazin Hinz&Kunzt eröffnet, der zweite im September 2016 in der Holstenstraße in Lübeck in Kooperation mit dem Wohlfahrtsunternehmen Vorwerker Diakonie. Im Februar 2020 zog der Lübecker Brotretter in die Mühlenstraße 47 um. Die in den Brotretter-Läden Beschäftigten, die vorher zumeist lange Zeit ohne Arbeitsplatz waren, bekommen den gleichen Lohn wie die übrigen Arbeitnehmer. Am 1. Dezember 2016 folgte die Eröffnung des ersten Junge-Geschäfts in Berlin.
Die Ära als Familienunternehmen endete 2025. Im Juli wurde die Übergabe von 74,9 Prozent der Anteile an die Beteiligungsgesellschaft Egeria vereinbart mit der geplanten Übernahme im September 2025. Das Unternehmen hatte zu diesem Zeitpunkt rund 5600 Mitarbeiter und 212 Filialen in den sechs Bundesländern Schleswig-Holstein mit Firmensitz Lübeck, in Hamburg, Mecklenburg-Vorpommern, Niedersachsen, Brandenburg und Berlin. Am Produktionsstandorte Lübeck-Roggenhorst wurden täglich 200.000 Brötchen, 15.000 Brote und Torten gebacken werden, in Elmenhorst wurde Kuchen gebacken. Bis dahin hatte das Unternehmen wegen der Entwicklung zur Systemgastronomie hatte bereits mehrere Drive In- und Drive Through-Restaurants eröffnet. Geplant ist nach Unternehmensangaben, jährlich zehn bis 15 Filialen neu zu eröffnen, dafür werde Kapital benötigt.

## Produkte
Die Produktpalette des Unternehmens umfasst Brötchen, Brote, Kuchen und Torten sowie Snacks und Kaffeeprodukte. Das Unternehmen bietet zusätzlich ein Sortiment für Geschäftskunden an.